# Who Is Harry Kellerman and Why Is He Saying Those Terrible Things About Me?
Who Is Harry Kellerman and Why Is He Saying Those Terrible Things About Me? (Brasil: O Inimigo Oculto / Portugal: Quem É Harry Kellerman?) é um filme norte-americano de 1971, do gênero drama, dirigido por Ulu Grosbard  e estrelado por Dustin Hoffman e Barbara Harris.

## Sinopse
Georgie Soloway é um compositor pop de sucesso que, ao chegar à meia idade, começa a se perguntar se será capaz de manter o ritmo acelerado. Neurótico, Georgie acredita que alguém, de nome Harry Kellerman, sabotou todos seus relacionamentos anteriores. Por isso, ele teme que seu namoro com a cantora Allison corra perigo. Ele, então, procura ajuda com um psiquiatra, Doutor Solomon, e com seus colegas Sidney e Irwin, mas pouco consegue. Quando resolve visitar a família, descobre que o pai está à beira da morte. Agitado, refugia-se nos ares, a bordo de seu jatinho particular.

## Principais premiações
| Patrocinador                                  | Prêmio | Categoria                                 | Situação |
| --------------------------------------------- | ------ | ----------------------------------------- | -------- |
| Academia de Artes e Ciências Cinematográficas | Oscar  | Melhor Atriz Coadjuvante (Barbara Harris) | Indicado |

## Elenco
| Ator/Atriz     | Personagem       |
| -------------- | ---------------- |
| Dustin Hoffman | Georgie Soloway  |
| Barbara Harris | Allison Densmore |
| Jack Warden    | Doutor Solomon   |
| David Burns    | Leon Soloway     |
| Daniel Dell    | Sidney Gill      |
| Betty Walker   | Margot Soloway   |
| Rose Gregorio  | Gloria Soloway   |
| Dom DeLuise    | Irwin Marcy      |
| Regina Baff    | Ruthie Tresh     |
| David Galef    | Leonard Soloway  |
| Ed Zimmermann  | Peter Halloran   |
| Amy Levitt     | Susan            |
| Joe Sicari     | Marty            |